# Ringspikkelspanner
De ringspikkelspanner (Hypomecis punctinalis, syn. Serreca punctinalis) is een nachtvlinder uit de familie Geometridae, de spanners. De voorvleugellengte bedraagt tussen de 22 en 26 millimeter. Deze soort overwintert als pop.

## Waardplanten
De ringspikkelspanner heeft als waardplanten diverse loofbomen en struiken.

## Voorkomen in Nederland en België
De ringspikkelspanner is in Nederland en België een algemene soort, die verspreid over het hele gebied kan worden gezien. De vlinder kent één generatie die vliegt van eind april tot en met augustus.